# Para toda la vida (álbum)
Para toda la vida es el título del 23°. álbum de estudio grabado por la artista española Rocío Dúrcal, Fue lanzado al mercado bajo el sello discográfico BMG U.S. Latin el 23 de febrero de 1999. Fue dirigido y realizado por el cantautor argentino Roberto Livi, autor de todos los temas del álbum. Esta producción musical se considera uno de los más importantes dentro de la carrera discográfica de la cantante y logrando obtener varios Disco de Oro y Disco de Platino entre México y Estados Unidos. 
Su primer sencillo en lanzarse fue "Para toda la vida" obteniendo gran éxito en Latinoamérica y Estados Unidos este último logrando entrar dentro los 10 primeros lugares en el listado Latin Pop Airplay. En ese mismo año Rocío Dúrcal recibe el Premio «Hall of Fame» entregado por la revista americana Billboard, por su trayectoria artística y el Premio TV y Novelas como Reconocimiento especial por ser la embajadora de la Canción Ranchera a Nivel Mundial[cita requerida].

## Lista de temas
|     | Título                        | Autor(es)                          | Duración |
| --- | ----------------------------- | ---------------------------------- | -------- |
| 1.  | Para toda la vida             | Roberto Livi                       | 3:32     |
| 2.  | Parece mentira                | Roberto Livi / Rafael Ferro García | 4:34     |
| 3.  | Pagaré condena                | Roberto Livi / Jorge Madeira       | 3:53     |
| 4.  | Hoy lo ví pasar               | Roberto Livi / Juan Marcelo        | 3:22     |
| 5.  | No pensar en ti               | Roberto Livi / Rafael Ferro García | 4:50     |
| 6.  | El juzgado 23                 | Roberto Livi / Miguel Ángel Robles | 4:10     |
| 7.  | Siempre por ti                | Roberto Livi / Adrián Posse        | 3:13     |
| 8.  | Poquito olvido, mucho corazón | Roberto Livi / Alejandro Vezzani   | 3:32     |
| 9.  | El amor que tenía             | Roberto Livi / Rafael Ferro García | 4:14     |
| 10. | La farsante                   | Roberto Livi / Adrián Possé        | 3:43     |
| 11. | Ten cuidado                   | Roberto Livi / Alejandro Vezzani   | 3:09     |

## Premios y logros obtenidos por el álbum

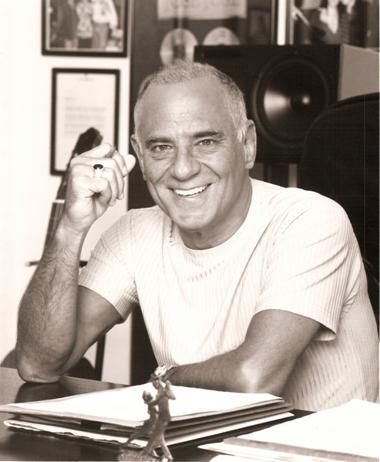
Roberto Livi, productor argentino de los álbumes Hay amores y amores (1995) y Para toda la vida (1999) de la cantante española Rocío Dúrcal

- Premio "Hall of Fame", Entregado por la Revista Americana Billboard, por su trayectoria artística.
- "Premio TV y Novelas", Reconocimiento especial por ser la embajadora de la Canción Ranchera a Nivel Mundial.[cita requerida]

## Listas musicales
| Año  | Sencillo            | Lista             | Mejor Posición        |
| ---- | ------------------- | ----------------- | --------------------- |
| 1999 | "Para Toda La Vida" | Latin Pop Airplay | 10 (6 Weeks On Chart) |
| 1999 | "Para Toda La Vida" | Hot Latin Tracks  | 22 (6 Weeks On Chart) |

| Año  | País           | Lista                      | Mejor Posición        |
| ---- | -------------- | -------------------------- | --------------------- |
| 1999 | Estados Unidos | Billboard Top Latin Albums | 32 (5 Weeks On Chart) |

## Certificaciones
| País           | Certificación    | Ventas Certificadas |
| -------------- | ---------------- | ------------------- |
| Estados Unidos | Gold (Latin)     | 50 000              |
| México         | Disco de Platino | 100 000             |
| México         | Disco de oro     | 50 000              |

## Músicos
- Rocío Dúrcal (Voz).
- Kathleen Melgarejo (Coros).
- George Noriega (Coros).
- Wendy Peterson (Coros).
- Jeannie Cruz (Coros).
- Grant Geissman (Guitarra).
- Pedro Íñiguez (Acordeón).
- Ramón Flores (Trompeta).
- Gary Grant, Jerry Hey, Larry Williams, Frank William "Bill" Reichenbach Jr. (Orquesta de metales).
- Julián Navarro (Piano).
- Lee Levin (Batería).
- Richard Bravo (Percusión).
- Los Angeles Strings (Orquesta de cuerdas).